# Joseph de la Vega
Joseph de la Vega (Joseph Penso de la Vega, Vorname auch Josseph, Josef oder José geschrieben; * 1650 in Espejo, Provinz Córdoba oder Amsterdam; † 13. November 1692 in Amsterdam) war ein marranischer Schriftsteller und Geschäftsmann, bekannt als Verfasser eines Buches über die Börse.

## Leben
Joseph de la Vega wurde um 1650 in Espejo, nach anderen Angaben in Amsterdam, geboren. Sein Vater Isaac Penso Felix verließ Spanien auf der Flucht vor der Inquisition und gelangte über Antwerpen nach Holland, wo er zum Judentum zurückkehrte.
Außer einem kurzen Aufenthalt in Livorno verbrachte Joseph de la Vega die meiste Zeit seines Lebens in Amsterdam. Hier ging er in der sefardischen Gemeinde (unter anderen bei Isaac Aboab da Fonseca und Moses Raphael de Aguilar) zur Schule und veröffentlichte 1673 sein erstes hebräisches Bühnenstück.
Nachdem er weitere literarische Werke (Dramen und Erzählungen) in spanischer Sprache veröffentlicht hatte, schrieb er 1688 ein Buch über die Börse Confusión de confusiones, mit dem er bis heute bekannt ist. Das Buch beschäftigt sich in vier Dialogen mit den Geschäften an der Amsterdamer Börse.
Seit 2000 vergibt die FESE (Federation of European Securities Exchanges) alljährlich einen De la Vega Preis.

## Werke (Auswahl)
- Asirei ha-Tikwah (Los prisioneros de la esperanza), Amsterdam 1673.
- Triunfos del águila y eclipses de la luna. Amsterdam 1683.
- Discursos académicos, morales, retóricos, y sagrados. Recitados en la Florida Academia de los Floridos. Amsterdam 1685.
- Confusión de confusiones. Dialogos curiosos entre un filósofo agudo, un mercader discreto y un accionista erudito describiendo el negocio de las acciones, su origen, su etimología, su realidad, su juego y su enredo. Amsterdam 1688. Auf Deutsch: Die Verwirrung der Verwirrungen. Vier Dialoge über die Börse in Amsterdam. Nach dem spanischen Original übersetzt und eingeleitet von Dr. Otto Pringsheim. Breslau 1919. (Neuausgabe: Die Verwirrung der Verwirrungen: Börsenpsychologie – Börsenspekulation. Hamburg 2010. ISBN 978-3868200621.)
- Retrato de la Prudencia, y simulacro del Valor, al Augusto Monarca Guilielmo Tercero, Rey de la Gran Bretaña. Amsterdam 1690.

- Max Otte (Hg.): Charles MacKay und Joseph de la Vega. Gier und Wahnsinn – Warum der Crash immer wieder kommt... München 2009. ISBN 978-3898795609.